# A-LEX
A-LEX es el undécimo álbum de estudio de la banda Sepultura. El nombre del disco es un juego de palabras con el nombre Álex y la palabra latina lex (ley), a la que se añade el prefijo griego a- (sin). Fue lanzado a la venta el 23 de enero de 2009, y está inspirado en el libro La Naranja Mecánica de Anthony Burgess. Esta inspiración literaria ya estaba presente en el anterior disco, Dante XXI, basado en la obra de Dante Alighieri La Divina Comedia. También cabe resaltar que es el primer álbum de la banda sin la participación de Igor Cavalera, antiguo baterista y cofundador del grupo junto a su hermano Max. Jean Dolabella es el encargado de suplir su ausencia.
La canción "Ludwig Van" es una combinación de varias piezas del célebre músico Ludwig Van Beethoven versionada por la misma banda incluyendo elementos sinfónicos, por lo que entraría esta canción dentro de la categoría de metal neoclásico, siendo la única de este estilo o parecido hecha por la banda.
Fue rodado un videoclip para la canción "We've Lost You".

## Lista de canciones
1. "A-Lex I" 1:53
2. "Moloko Mesto" 2:09
3. "Filthy Rot" 2:45
4. "We've Lost You" 4:13
5. "What I Do!" 2:01
6. "A-Lex II" 2:18
7. "The Treatment" 3:23
8. "Metamorphosis" 3:01
9. "Sadistic Values" 6:50
10. "Forceful Behavior" 2:27
11. "Conform" 1:54
12. "A-Lex III" 2:03
13. "The Experiment" 3:28
14. "Strike" 3:40
15. "Enough Said" 1:36
16. "Ludwig Van" 5:29
17. "A-Lex IV" 2:46
18. "Paradox"

## Créditos
- Derrick Green - Voz y guitarra rítmica
- Andreas Kisser - Guitarra líder
- Paulo Jr. - Bajo
- Jean Dolabella - Batería